# Willem van Diest

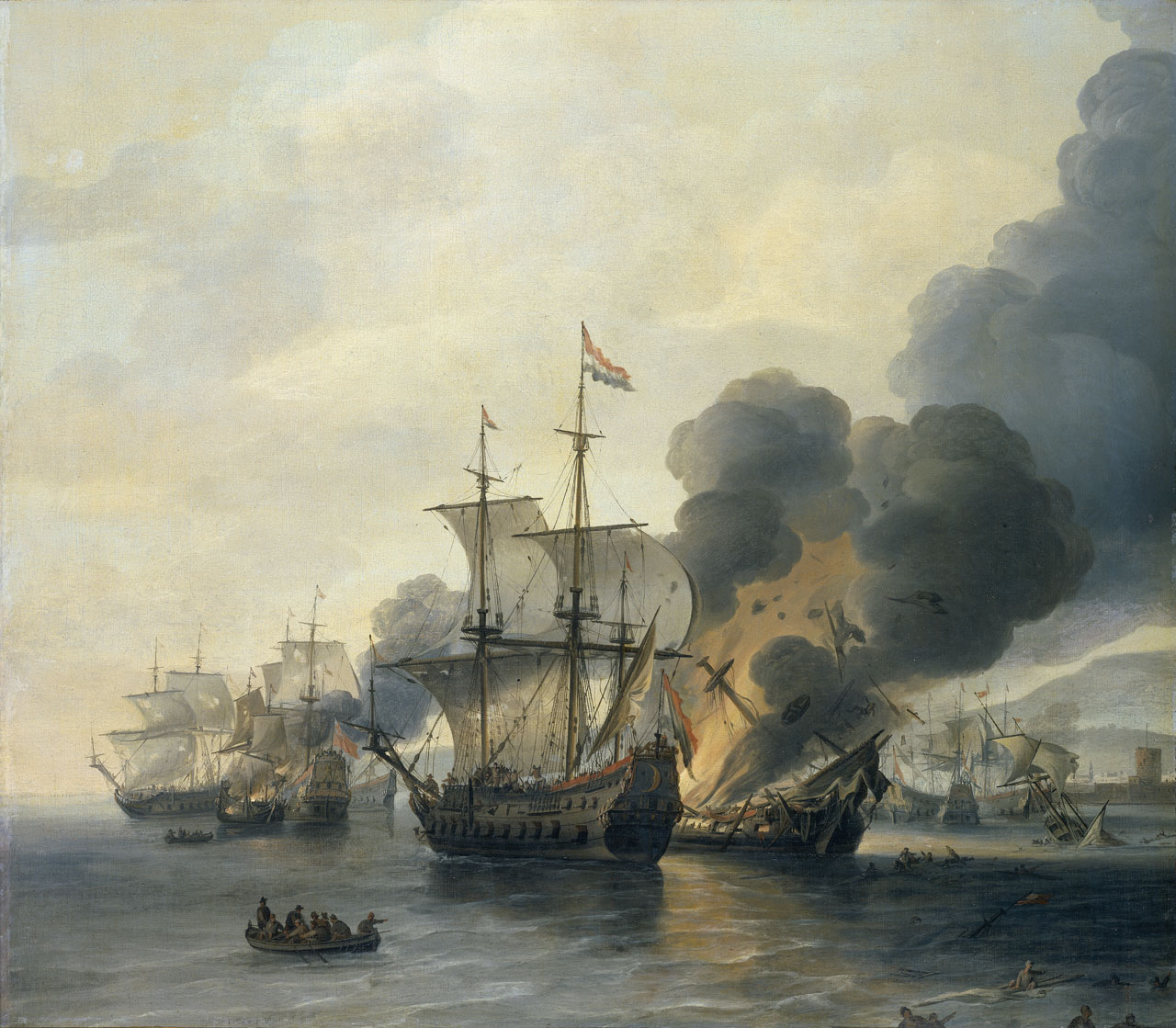
La Battaglia di Livorno (14 marzo 1653).

Willem Hermansz. van Diest (L'Aia, 1600 circa  (tra il 1590 e il 1610) – 1668  (tra il 1668 e il 1672) è stato un pittore e disegnatore olandese del secolo d'oro, specializzato in pittura a grisaglia e marine.

## Biografia
Formatosi probabilmente alla scuola di Jan Porcellis, operò all'Aia per tutta la vita. La prima opera datata di quest'artista risale al 1629, che perciò si considera l'anno iniziale della sua carriera artistica. Nel 1656 fu tra i fondatori della Confrerie Pictura.
Si dedicò principalmente alla pittura di marine e paesaggi fluviali e costieri. Le sue opere presentano reminiscenze di Jan Porcellis, Jan van Goyen, Simon de Vlieger, Adriaen van de Venne e Willem van de Velde II. Il suo stile influenzò Thomas Whitcombe.
Furono suoi allievi i figli Jeronymus e Adriaen.